# Harold Fraser (Golfspieler)
Harold William Fraser (* 26. Oktober 1872 in Woodstock, Ontario, Kanada; † 4. Januar 1945 in Ottawa Hills, Ohio) war ein US-amerikanischer Golfer.

## Biografie
Harold Fraser spielte Golf im Inverness Club in Toledo, Ohio.
Bei den Olympischen Spielen 1904 in St. Louis waren beim Mannschaftswettkampf nur zwei Mannschaften gemeldet. Kurzerhand schlossen sich zehn Spieler zusammen und gingen als United States Golf Association an den Start. Diese Mannschaft, der auch Fraser angehörte, gewann die Bronzemedaille. Im Einzel hingegen schied er bereits in der Qualifikationsrunde aus.
Seine einzige Teilnahme an einem Großereignis neben den Spielen in St. Louis, war beim U.S. Amateur 1907. Dort schied er in der zweiten Runde aus, nachdem er zuvor Walter Egan besiegt hatte.